# Emanuel Jardim Fernandes
Emanuel Vasconcelos Jardim Fernandes (Seixal, Porto Moniz, Madeira, 21 de janeiro de 1944 – 13 de agosto de 2025) foi um advogado e político português, militante do Partido Socialista. Foi deputado à Assembleia da República por duas vezes, entre 1983 e 1985 e, de novo, entre 1991 e 1995, e eurodeputado de 2004 a 2009. Entre 2013 e 2017 foi presidente da Assembleia Municipal do Porto Moniz e liderou o Partido Socialista-Madeira durante 14 anos.
A 28 de junho de 2001, foi agraciado com o grau de Grande-Oficial da Ordem do Infante D. Henrique.